# Neuroleon clignyi
Neuroleon clignyi är en insektsart som beskrevs av Navás 1922. Neuroleon clignyi ingår i släktet Neuroleon och familjen myrlejonsländor. Inga underarter finns listade i Catalogue of Life.